# En'yu
Keizer En'yū (円融天皇, En'yū-tennō, 12 april 959 – 1 maart 991) was de 64e keizer van Japan volgens de traditionele opvolgvolgorde. Hij regeerde, gemeten volgens de traditionele Japanse kalender, van de 13e dag van de 8e maand van Anna 2 (969) tot de 27e dag van de 8e maand van Eikan 2 (984).

## Genealogie
En'yū’s persoonlijke naam (imina) was Morihira-shinnō.
Morihira-shinnō was de vijfde zoon van keizer Murakami, en jongere broer van keizer Reizei. Zijn moeder was Fujiwara no Anshi, de dochter van Fujiwara no Morosuke.
En'yū had vijf keizerinnen en hofdames. Hij kreeg slechts 1 kind: prins Yasuhito (懐仁親王), de latere keizer Ichijo.

## Leven
In 967, nadat zijn broer Reizei tot keizer was gekroond, werd En'yū benoemd tot kroonprins. Hij verkreeg deze titel boven zijn oudere broers, daar die geen steun genoten van de Fujiwaraclan. In 969, na een regeerperiode van amper twee jaar, trad Reizei af en erfde En'yū de troon.
Tijdens En'yū’s regeerperiode werd het keizerlijk paleis tweemaal getroffen door brand; eerst op 8 juni 976 en later op 5 december 982. Deze branden beschadigden niet alleen het keizerlijk paleis, maar ook de heilige spiegel van de keizerlijke familie.
En'yū kreeg tijdens zijn regering tevens te maken met verschillende conflicten tussen leden van de Fujiwareclan over wie de nieuwe kampaku mocht worden. Op advies van zijn moeder koos En'yū uiteindelijk voor Fujiwara no Kanemichi, zijn oom aan vaders kant. Hij benoemde diens dochter, Fujiwara no Kōshi, tot zijn keizerin.
En'yū begon met de traditie om een bezoek te brengen aan de Hachiman- en Hiranoschrijnen.
In 924 trad En'yū op 26-jarige leeftijd af als keizer. Hij werd nadien een Boeddhistisch priester onder de naam Kongō Hō. Hij stierf op 33-jarige leeftijd.

## Tijdperken
En’yu’s regeerperiode valt binnen de volgende periodes van de Japanse geschiedenis:
- Anna (968-970)
- Tenroku (970-973)
- Ten'en (973-976)
- Jōgen (976-978)
- Tengen (978-983)
- Eikan (983-985)

* Regent Jingu staat niet op de traditionele lijst.